# Короєв Алан Віталійович
Алан Віталійович Короєв (рос. Алан Витальевич Короев; нар. 19 квітня 1998, Ардон, Північна Осетія, Росія) — російський футболіст, нападник бангладешського клубу «Уттара».

## Життєпис
Футболом розпочав займатися на батьківщині. Деякий час виступав за юнацькі команди ЦСКА та «Краснодара». На професіональному рівні дебютував 28 серпня 2016 року за «Коломну» в поєдинку Другого дивізіону проти івановського «Текстильника». У сезоні 2017/18 років пробував свої сили в фейковому «Севастополі», який виступав у Прем'єр-лізі КФС.
Взимку 2020 року підписав контракт із лідером Першого дивізіону Вірменії «Вест Вірменією». Проте вже за місяць покинув розташування команди, зіграв один матч. У березні поповнив склад білоруського колективу Вищої ліги «Слуцьк». Дебютував у поєдинку другого туру проти клубу «Динамо-Берестя» (0:1) — вийшов на заміну на 68-й хвилині замість нігерійця Мухаммеда Умари. У жовтні перейшов до клубу російської ПФЛ «Красний».
Згодом знову грав у чемпіонаті окупованого Криму за клуби «Фаворит-ВД-Кафа» та «Океан» (Керч), а потім грав за киргизький «Нур-Баткен» та бангладешський клуб «Уттара»